# Azok a 70-es évek show
Az Azok a 70-es évek show (eredeti címén That ′70s Show) egy amerikai tévésorozat, amely 1998. augusztus 23-án indult a FOX csatornán.
A sorozatot Magyarországon 2010. január 4-től vetítette az HBO Comedy.

## Szereplők
| Szereplő        | Színész           | Magyar hang       | Évek                  |
| --------------- | ----------------- | ----------------- | --------------------- |
| Eric Forman     | Topher Grace      | Hamvas Dániel     | 1998-2005             |
| Donna Pinciotti | Laura Prepon      | Nemes Takách Kata | 1998-2006             |
| Steven Hyde     | Danny Masterson   | Előd Álmos        | 1998-2006             |
| Michael Kelso   | Ashton Kutcher    | Markovics Tamás   | 1998-2005, 2006       |
| Jackie Burkhart | Mila Kunis        | Bánfalvi Eszter   | 1998-2006             |
| Fez             | Wilmer Valderrama | Szvetlov Balázs   | 1998-2006             |
| Red Forman      | Kurtwood Smith    | Csankó Zoltán     | 1998-2006             |
| Kitty Forman    | Debra Jo Rupp     | Kocsis Mariann    | 1998-2006             |
| Midge Pinciotti | Tanya Roberts     | Tallós Rita       | 1998-2001, 2004, 2006 |
| Bob Pinciotti   | Don Stark         | Kassai Károly     | 1998-2006             |
| Laurie Forman   | Lisa Robin Kelly  | Dögei Éva         | 1998-2001, 2002-2003  |
| Laurie Forman   | Christina Moore   | Dögei Éva         | 2003-2004             |
| Leo             | Tommy Chong       | Papucsek Vilmos   | 1999-2002, 2005-2006  |
| Randy Pearson   | Josh Meyers       | Welker Gábor      | 2005-2006             |

## További szereplők
| Szereplő             | Színész               | Magyar hang        | Évek            |
| -------------------- | --------------------- | ------------------ | --------------- |
| Officer Kennedy      | James Avery           | Faragó András      | 2004            |
| Nina                 | Joanna Canton         |                    | 2004            |
| Angie Barnett        | Megalyn Echikunwoke   | Vadász Bea         | 2004-2005       |
| Brooke               | Shannon Elizabeth     | Mezei Kitty        | 2004-2005       |
| Joanne Stupac        | Mo Gaffney            | Borbás Gabi        | 2001-2003       |
| Mitch Miller         | Seth Green            | Molnár Levente     | 2003-2004       |
| Suzy Simpson         | Alyson Hannigan       | Bogdányi Titanilla | 2004            |
| Max                  | Howard Hesseman       |                    | 2001            |
| Christine St. George | Mary Tyler Moore      | Kovács Nóra        | 2006            |
| Caroline             | Allison Munn          | Molnár Ilona       | 2001, 2005-2006 |
| Todd                 | Christopher Masterson |                    | 2002            |
| Pamela Burkhart #1   | Eve Plumb             |                    | 1998            |
| Pamela Burkhart #2   | Brooke Shields        | Hámori Eszter      | 2004            |
| Annette              | Jessica Simpson       |                    | 2002-2003       |
| Bea Sigurdson        | Betty White           | Halász Aranka      | 2002-2003       |
| Casey Kelso          | Luke Wilson           |                    | 2002, 2005      |
| Burt Sigurdson       | Tom Poston            |                    | 2002-2003       |
| William Barnett      | Tim Reid              | Jakab Csaba        | 2004-2006       |
| Rhonda               | Cynthia Lamontagne    |                    | 2001-2002       |
| Pam Macy             | Jennifer Lyons        |                    | 1999, 2001      |